# 生成语言学
生成语言学是语言学中关于生成语法的一种学说。对不同的人来说，“生成语法”可能表示不同的意思，涉及有不同的范围，意思也可能重叠。
生成语言学用完全直接明析的方式来解决语法的研究与应用问题，不同人可能会以不同的方式来处理。
根据其正式定义，生成语法指的是一种完全明析的语法。它由有限个数的法则组成，应用这些法生成一个特定语言中符合语法的句子（通常来讲这些句子的数目可以是无穷的）。这个术语及其定义最早由诺姆·乔姆斯基给出，并且由许多语言学字典沿用。生成一词现在被用来作为一个带有特定意义的技术名词。这样，说一种语法生成了一个句子，它指是那个句子被“分配了一个结构类型”。
生成语法一词也用来泛指由乔姆斯基和他的追随者所采用的语言学方法。乔姆斯基的方法有两大特点，一是转换语法（最初由他在1957年的著作“句法结构”中提出），二是很强的语言自然主义倾向（主张人类语言的基本特点必须是相同的）。“生成语言学”常用来指本乔姆斯基早期提出的转换语法，它区分了“深层结构”和“表层结构”。

## 延伸閱讀
- Chomsky, Noam. 1965. Aspects of the theory of syntax. Cambridge, Massachusetts: MIT Press.
- Hurford, J. (1990) Nativist and functional explanations in language acquisition. In I. M. Roca (ed.), Logical Issues in Language Acquisition, 85–136. Foris, Dordrecht.
- Isac, Daniela; Charles Reiss. . Oxford University Press. 2013  [2018-02-13]. ISBN 978-0-19-953420-3. （原始内容存档于2011-07-06）.